# Opel Combo
De Opel Combo is een compacte bestelwagen van Opel. Concurrenten van de Combo zijn onder andere de Renault Kangoo en de Volkswagen Caddy.

## Combo A (Kadett Combo)
De eerste generatie van de Opel Combo is gebaseerd op de Opel Kadett E. Deze kwam in 1985 op de markt en de productie liep tot 1993. Dit type werd gebouwd in Ellesmere Port in het Verenigd Koninkrijk door Vauxhall (tot 1989). Hierna werd het model gefacelift en werd de productie verplaatst naar Azambuja in Portugal waar Opel de gehele productie overnam.

## Combo B
De tweede generatie van de Opel Combo komt in 1993 op de markt en is gebaseerd op de Opel Corsa B, die zes maanden eerder werd geïntroduceerd. Het front, tot aan de B-stijl, is praktisch identiek aan de Corsa B. Het platform is verlengd om een hoog, vierkant vrachtcompartiment te kunnen plaatsen. 
De Combo B had twee symmetrische achterdeuren in plaats van een achterklep. 
De MPV won aan populariteit en Opel sprong hier op in door in 1995 een vijfpersoons versie van de Combo te introduceren. Deze "Opel Combo Tour" had zijramen in het vrachtcompartiment en een driepersoons, neerklapbare achterbank. 
De grootste afzetmarkt was Europa, maar de Combo werd ook op andere continenten verkocht. In 2001 werd de productie in Azambuja, Portugal geleidelijk afgebouwd en ingevuld door de Combo C.
De Combo werd in kleine aantallen ook geproduceerd door SAIC als de "Shanghai Auto (Shangqi) Saibao SAC6420" tussen 2002 en 2005. Ook was een DeLuxe versie beschikbaar met aluminium velgen en andere extra's.
Ook Holden in Australië bouwde de Combo tussen 1996 en 2001, alhoewel de laatste modellen verkocht werden als modeljaar 2002.

### Namen en afzetmarkten
- Opel Combo – Europa (uitgezonderd het Verenigd Koninkrijk) en Chili, voordat deze naar Chevrolet werd overgeheveld eind jaren 90
- Vauxhall Combo – Verenigd Koninkrijk
- Holden Combo – Australië, Nieuw-Zeeland
- Chevrolet Combo – Chili
- Shanghai Auto Saibao SAC6420 - China

### Motoren

#### Benzine
| Code  | Type    | Motor    | Motor     | Vermogen | Koppel | Jaartal | Opmerking |
| Code  | Type    | Inhoud   | Cilinders | Vermogen | Koppel | Jaartal | Opmerking |
| ----- | ------- | -------- | --------- | -------- | ------ | ------- | --------- |
| C14NZ | 1.4 OHC | 1686 cm³ | 4-in-lijn | 60 pk    | 103 Nm |         |           |
| X14SZ | 1.4 OHC | 1686 cm³ | 4-in-lijn | 60 pk    | 103 Nm |         |           |

#### Diesel
| Code  | Type   | Motor    | Motor     | Vermogen | Koppel | Jaartal | Opmerking                |
| Code  | Type   | Inhoud   | Cilinders | Vermogen | Koppel | Jaartal | Opmerking                |
| ----- | ------ | -------- | --------- | -------- | ------ | ------- | ------------------------ |
| 17D   | 1.7 D  | 1686 cm³ | 4-in-lijn | 57 pk    | 105 Nm |         | Isuzu-motor              |
| X17D  | 1.7 D  | 1686 cm³ | 4-in-lijn | 60 pk    | 112 Nm |         | Isuzu-motor              |
| X17DT | 1.7 DT | 1686 cm³ | 4-in-lijn | 82 pk    | 168 Nm |         | Isuzu-motor, turbodiesel |

## Combo C
De derde generatie van de Opel Combo is gebaseerd op de Opel Corsa C. Deze generatie werd gelanceerd op de IAA in Frankfurt en kwam in 2001 op de markt. De Combo C werd tweede bij de verkiezing van bestelauto van het jaar 2002. 
De meeste concurrenten besloten hun nieuwe bestelauto op hun equivalent in het C-segment te baseren. Opel echter bouwde de Combo C wederom op basis van de Corsa. Het gebruik van het GM Gamma platform beperkte de breedte van de Combo. Tevens was de voorzijde van de Combo, tot aan de A-stijl identiek aan de Corsa.
De Combo C had als eerste Combo een schuifdeur aan de zijkant. Ook was een schuifdeur aan de bestuurderszijde een optie.
Opnieuw werd een Opel Combo Tour geïntroduceerd, gevolgd door een Opel Combo Tour Tramp. Deze versie was een enigszins opgehoogde versie van de Opel Combo Tour en had verbeterde suspensie, een verhoogde bodemvrijheid, bodembescherming en verdere styling details om zich te onderscheiden van de Combo Tour. De Combo Tour werd niet als Vauxhall geleverd. De bestelwagenvariant behield de twee achterdeuren, maar de Combo Tour was leverbaar met een achterklep. De achterklep was standaard op de Combo Tour Tramp.
De derde Combo werd eerst door Opel Azambuja in Portugal gebouwd. Deze fabriek werd in 2006 gesloten en de productie verhuisde in 2007 naar Opel Zaragoza in Spanje.
Alhoewel de productie in 2011 stopte, had Holden in Australië een ruime voorraad geproduceerd om de Combo C te kunnen blijven uitleveren tot 2013. De Combo verdween van de Australische markt en werd niet vervangen door de Combo D.
De productie eindigde eind 2011, precies op tijd voor de introductie van de Combo D, welke gebaseerd is op de Fiat Doblò.

### Motoren

#### Benzine
| Code   | Type     | Motor    | Motor     | Vermogen | Koppel | Jaartal | Opmerking |
| Code   | Type     | Inhoud   | Cilinders | Vermogen | Koppel | Jaartal | Opmerking |
| ------ | -------- | -------- | --------- | -------- | ------ | ------- | --------- |
| Z14XEP | 1.4 DOHC | 1364 cm³ | 4-in-lijn | 90 pk    | 125 Nm |         |           |
| Z16SE  | 1.6 DOHC | 1598 cm³ | 4-in-lijn | 87 pk    | 138 Nm |         |           |

#### Diesel
| Code   | Type     | Motor    | Motor     | Vermogen | Koppel | Jaartal | Opmerking |
| Code   | Type     | Inhoud   | Cilinders | Vermogen | Koppel | Jaartal | Opmerking |
| ------ | -------- | -------- | --------- | -------- | ------ | ------- | --------- |
| Z13DT  | 1.3 CDTI | 1248 cm³ | 4-in-lijn | 70 pk    | 170 Nm |         |           |
| Z13DTJ | 1.3 CDTI | 1248 cm³ | 4-in-lijn | 75 pk    | 170 Nm |         |           |
| Y17DTL | 1.7 DI   | 1686 cm³ | 4-in-lijn | 65 pk    | 130 Nm |         |           |
| Y17DT  | 1.7 DTI  | 1686 cm³ | 4-in-lijn | 75 pk    | 165 Nm |         |           |
| Z17DTH | 1.7 CDTI | 1686 cm³ | 4-in-lijn | 100 pk   | 240 Nm |         |           |

#### Aardgas
| Code   | Type     | Motor    | Motor     | Vermogen | Koppel | Jaartal | Opmerking |
| Code   | Type     | Inhoud   | Cilinders | Vermogen | Koppel | Jaartal | Opmerking |
| ------ | -------- | -------- | --------- | -------- | ------ | ------- | --------- |
| Z16YNG | 1.6 DOHC | 1598 cm³ | 4-in-lijn | 94 pk    | 133 Nm |         | cng       |

## Combo D
De vierde generatie van de Opel Combo is ingekocht bij Fiat en wordt geproduceerd door Tofaş in Turkije. De wagen is de tweede generatie Fiat Doblò en is voorzien van een Opel-grille en -badge. De Combo D kwam begin 2012 op de markt in twee carrosserievarianten: een gesloten bestelauto en als Combo Tour. De bestelauto heeft een laadruimte van 3,4 - 4,2 m³. Het laadvermogen bedraagt 1.000 kg.

### Motoren

#### Benzine
| Code | Type     | Motor    | Motor     | Vermogen | Koppel | Jaartal | Opmerking |
| Code | Type     | Inhoud   | Cilinders | Vermogen | Koppel | Jaartal | Opmerking |
| ---- | -------- | -------- | --------- | -------- | ------ | ------- | --------- |
|      | 1.4 DOHC | 1398 cm³ | 4-in-lijn | 95 pk    | Nm     |         |           |

#### Diesel
| Code | Type     | Motor    | Motor     | Vermogen | Koppel | Jaartal | Opmerking |
| Code | Type     | Inhoud   | Cilinders | Vermogen | Koppel | Jaartal | Opmerking |
| ---- | -------- | -------- | --------- | -------- | ------ | ------- | --------- |
|      | 1.3 CDTI | cm³      | 4-in-lijn | 95 pk    | Nm     |         |           |
|      | 1.6 CDTI | cm³      | 4-in-lijn | 90 pk    | Nm     |         |           |
|      | 1.6 CDTI | cm³      | 4-in-lijn | 105 pk   | Nm     |         |           |
|      | 2.0 CDTI | 1956 cm³ | 4-in-lijn | 135 pk   | Nm     |         |           |

#### Aardgas
| Code | Type     | Motor    | Motor     | Vermogen | Koppel | Jaartal | Opmerking |
| Code | Type     | Inhoud   | Cilinders | Vermogen | Koppel | Jaartal | Opmerking |
| ---- | -------- | -------- | --------- | -------- | ------ | ------- | --------- |
|      | 1.4 DOHC | 1398 cm³ | 4-in-lijn | 120 pk   | Nm     |         |           |

## Combo E
In maart 2017 zijn Opel en Vauxhall overgenomen door de Groupe PSA. De vijfde generatie van de Opel Combo is in de zomer van 2018 uitgekomen en is gebaseerd op de Peugeot Partner/Rifter, Toyota Proace City, Fiat Doblò en Citroën Berlingo. De vijf modellen hebben dezelfde carrosserie.
|                               | Combo 1.2            | Combo 1.2            | Combo 1.2            | Combo 1.2            | Combo 1.5 Diesel    | Combo 1.5 Diesel     | Combo 1.5 Diesel     | Combo 1.5 Diesel     | Combo 1.5 Diesel     | Combo 1.5 Diesel     | Combo 1.5 Diesel     | Combo-e             | Combo-e             |               |
| ----------------------------- | -------------------- | -------------------- | -------------------- | -------------------- | ------------------- | -------------------- | -------------------- | -------------------- | -------------------- | -------------------- | -------------------- | ------------------- | ------------------- | ------------- |
| Bouwjaar                      | 09/2018–06/2019      | 06/2019–12/2023      | vanaf 01/2024        | 06/2019–12/2021      | 09/2018–12/2021     | 09/2018–12/2020      | 12/2020–12/2023      | vanaf 01/2024        | 09/2018–12/2020      | 12/2020–12/2023      | vanaf 01/2024        | 06/2021–12/2023     | vanaf 06/2024       | vanaf 06/2024 |
| Motor                         | R3-Benzine           | R3-Benzine           | R3-Benzine           | R3-Benzine           | R4-Diesel           | R4-Diesel            | R4-Diesel            | R4-Diesel            | R4-Diesel            | R4-Diesel            | R4-Diesel            | Electrisch          | Electrisch          |               |
| Inspuiting                    | Direct               | Direct               | Direct               | Direct               | Common-Rail         | Common-Rail          | Common-Rail          | Common-Rail          | Common-Rail          | Common-Rail          | Common-Rail          | —                   | —                   |               |
| Turbo                         | Ja                   | Ja                   | Ja                   | Ja                   | Ja                  | Ja                   | Ja                   | Ja                   | Ja                   | Ja                   | Ja                   | Nee                 | Nee                 |               |
| Inhoud                        | 1199 cm³             | 1199 cm³             | 1199 cm³             | 1199 cm³             | 1499 cm³            | 1499 cm³             | 1499 cm³             | 1499 cm³             | 1499 cm³             | 1499 cm³             | 1499 cm³             | —                   | —                   |               |
| max. Vermogen (1 minuut)      | 81 kW (110 pk)/ 5500 | 81 kW (110 pk)/ 5500 | 81 kW (110 pk)/ 5500 | 96 kW (130 pk)/ 5500 | 56 kW (76 pk)/ 3500 | 75 kW (102 pk)/ 3500 | 75 kW (102 pk)/ 3750 | 75 kW (102 pk)/ 3500 | 96 kW (130 pk)/ 3750 | 96 kW (130 pk)/ 3750 | 96 kW (130 pk)/ 3750 | 100 kW (136 pk)     | 100 kW (136 pk)     |               |
| max. Koppel (1 minuut)        | 205 Nm/ 1750         | 205 Nm/ 1750         | 205 Nm/ 1750         | 230 Nm/ 1750         | 230 Nm/ 1750        | 250 Nm/ 1750         | 250 Nm/ 1750         | 250 Nm/ 1750         | 300 Nm/ 1750         | 300 Nm/ 1750         | 300 Nm/ 1750         | 260 Nm              | 270 Nm              |               |
| Aandrijving                   | Voorwielaandrijving  | Voorwielaandrijving  | Voorwielaandrijving  | Voorwielaandrijving  | Voorwielaandrijving | Voorwielaandrijving  | Voorwielaandrijving  | Voorwielaandrijving  | Voorwielaandrijving  | Voorwielaandrijving  | Voorwielaandrijving  | Voorwielaandrijving | Voorwielaandrijving |               |
| Versnellingsbak               | 6-bak handschakeld   | 6-bak handschakeld   | 6-bak handschakeld   | 8-bak automaat       | 5-bak handschakeld  | 5-bak handschakeld   | 6-bak handschakeld   | 6-bak handschakeld   | 6-bak handschakeld   | 6-bak handschakeld   | 6-bak handschakeld   | 1 low gear          | 1 low gear          |               |
| Versnellingsbak, optioneel    | —                    | —                    | —                    | —                    | —                   | —                    | —                    | —                    | 8-bak automaat       | 8-bak automaat       | 8-bak automaat       | —                   | —                   |               |
| Maximumsnelheid               | 175 km/u             | 174 km/u             | 167 km/u             | 186 km/u             | 152 km/u            | 172 km/u             | 170 km/u             | 150 km/u             | 185 km/h             | 184 km/h             | 180 km/h             | 135 km/u            | 135 km/u            |               |
| Accelaratie 0–100 km/u        | 11,9 s               | 11,0 s               | ?                    | 10,7 s               | 16,5 s              | 11,5 s               | 11,5 s               | ?                    | 10,3 s [11,0 s]      | 9,8 s [11,4 s]       | ?                    | 11,7 s              | 11,3 s              |               |
| Verbruik 100 km gecombineerd  | 5,5–5,7 l            | 6,3–7,6 l            | 6,3–7,4 l            | 5,3–5,6 l            | 4,1–4,2 l           | 4,2–4,5 l            | 5,4–6,1 l            | 5,2–6,1 l            | 4,3–4,5 l            | 5,8–6,6 l            | 5,4–6,6 l            | 19,3–20,0 kWh       | 18,5 kWh            |               |
| CO2-emissie gecombineerd      | 125–130 g/km         | 142–171 g/km         | 142–171 g/km         | 121–127 g/km         | 108–110 g/km        | 110–118 g/km         | 142–161 g/km         | 136–161 g/km         | 113–118 g/km         | 151–171 g/km         | 141–171 g/km         | 0                   | 0                   |               |
| Batterij                      |                      |                      |                      |                      |                     |                      |                      |                      |                      |                      |                      | 50 kWh              | 50 kWh              |               |
| E-Bereik (volgens WLTP)       |                      |                      |                      |                      |                     |                      |                      |                      |                      |                      |                      | 280 km              | 337–345 km          |               |
| Uitstootnorm EU-classificatie | Euro 6d (tijdelijk)  | Euro 6d              | Euro 6e              | Euro 6d              | Euro 6d (tijdelijk) | Euro 6d (tijdelijk)  | Euro 6d              | Euro 6e              | Euro 6d (tijdelijk)  | Euro 6d              | Euro 6e              | —                   | —                   |               |